# Імперія Сонця (роман)
«Імперія Сонця» (англ. Empire of the Sun) — роман англійського письменника Джеймса Балларда 1984 року; йому було приасуджено Меморіальну премію Джеймса Тейта Блек та потрапив до шорт-листа премії Букерівську премію. Як і попередній роман Балларда «Час мертвих» (опублікована в збірці «Міфи найближчого майбутнього»), вона по суті є вигадкою, але широко спирається на досвід Балларда у Другій світовій війні. Назва роману походить від етимології назви Японії.
Згодом Баллард написав про свій дитячий досвід у Китаї та про створення однойменного фільму в своїй автобіографії «Чудеса життя».

## Сюжет
У романі розповідається історія британського хлопчика Джеймі (Джима) Грема (названого на честь двох імен Балларда, «Джеймс Грем»), який прожив з батьками в Шанхаї. Після нападу на Перл-Гарбор Японія окуповує Шанхайське міжнародне поселення, і в наступному хаосі Джим відокремлюється від батьків.
Він проводить деякий час у занедбаних особняках, живучи на залишках упакованої їжі. Вичерпавши запаси їжі, він вирішує спробувати здатися Імператорській японській армії. Після багатьох спроб він нарешті досягає успіху, і його інтернують у Центр цивільних зборів міста Лунхуа.
Хоча японці є «офіційно» ворогами, Джим частково ідентифікує їх з собою, тому що обожнює пілотів з їх чудовими машинами, і тому, що відчуває, що Лунхуа все ще є для нього порівняно безпечнішим місцем.
Ближче до кінця війни, коли японська армія розпадається, починається нестача продовольства. Джим ледве виживає, а люди навколо нього голодують до смерті. В'язнів табору змушують маршем йти до Нантао, і багато хто гине по маршруту. Потім Джим покидає марш і рятується від голоду завдяки американським бомбардувальникам. Джим повертається до табору Лунхуа, а незабаром після цього з батьками вирушає до своєї довоєнної резиденції.

## Екранізація
У 1987 році Том Стоппард адаптував книгу під кіносценарій. Сценарій був знятий Стівеном Спілбергом, схвалений критиками, номінований на шість «Оскарів» і виграти три премії Британської академії (за кінематографію, музику та звук). У головних ролях знявлия 13-річний Крістіан Бейл, а також Джон Малкович та Міранда Річардсон; у фільмі також з'явився 21-річний Бен Стіллер у драматичній ролі.